# Valence Handball
 (août 2018).
Si vous disposez d'ouvrages ou d'articles de référence ou si vous connaissez des sites web de qualité traitant du thème abordé ici, merci de compléter l'article en donnant les références utiles à sa vérifiabilité et en les liant à la section « Notes et références ».
Maillots
Actualités
Dernière mise à jour : 23 octobre 2023.
Le Valence Drôme Handball est un club de handball basé à Valence dans la Drôme, en région Auvergne-Rhône-Alpes. Il évolue en Proligue (D2) lors la Saison 2020-2021

## Palmarès masculin
- Vainqueur du Championnat de France de Nationale 1 (1) : 2012
- Vainqueur du Championnat de France de Nationale 2 (1) : 1997

### Parcours saison par saison
| Saison    | Division | Rang | Commentaire                                                           |
| --------- | -------- | ---- | --------------------------------------------------------------------- |
| 1996-1997 | Nat. 2   | 1er  | Champion de Nationale 2                                               |
| 1997-1998 | Nat. 1   | 7e   | -                                                                     |
| 1998-1999 | Nat. 1   | 10e  | -                                                                     |
| 1999-2000 | Nat. 1   | 5e   | -                                                                     |
| 2000-2001 | Nat. 1   | 4e   | -                                                                     |
| 2001-2002 | Nat. 1   | 4e   | -                                                                     |
| 2002-2003 | Nat. 1   | 6e   | -                                                                     |
| 2003-2004 | Nat. 1   | 6e   | -                                                                     |
| 2004-2005 | Nat. 1   | 9e   | -                                                                     |
| 2005-2006 | Nat. 1   | 2e   | Barrages perdus face aux Girondins de Bordeaux HBC                    |
| 2006-2007 | Nat. 1   | 4e   | -                                                                     |
| 2007-2008 | Nat. 1   | 5e   | -                                                                     |
| 2008-2009 | Nat. 1   | 2e   | Barrages gagnés face au HBC Semur-en-Auxois                           |
| 2009-2010 | Div. 2   | 13e  | Relégué en Nationale 1                                                |
| 2010-2011 | Nat. 1   | 4e   | -                                                                     |
| 2011-2012 | Nat. 1   | 1er  | Champion de Nationale 1                                               |
| 2012-2013 | Div. 2   | 8e   | -                                                                     |
| 2013-2014 | Div. 2   | 7e   | -                                                                     |
| 2014-2015 | Div. 2   | 11e  | -                                                                     |
| 2015-2016 | Div. 2   | 14e  | Repêché en D2                                                         |
| 2016-2017 | Div. 2   | 13e  | Relégué en Nationale 1                                                |
| 2017-2018 | Nat. 1   | 5e   | -                                                                     |
| 2018-2019 | Nat. 1   | 3e   | Promu en D2 (après relégations administratives de Grenoble et Vernon) |
| 2019-2020 | Div. 2   | 13e  | Championnat arrêté à cause du Covid-19 et non relégué                 |
| 2020-2021 | Div. 2   | 10e  | -                                                                     |
| 2021-2022 | Div. 2   | 15e  | Repêché en Div. 2 à la suite du forfait de Nice                       |
| 2022-2023 | Div. 2   | 13e  | -                                                                     |
| 2023-2024 | Div. 2   | 11e  |                                                                       |
| 2024-2025 | Div. 2   | 10e  | -                                                                     |

## Historique du logo

Ancien logo
Logo actuel